# Budimír
Budimír (in ungherese Budamér, in polacco Budzymir) è un comune della Slovacchia facente parte del distretto di Košice-okolie, nella regione di Košice.